# BMW N55
La BMW N55 è una sigla che indica una famiglia di motori a combustione interna a benzina prodotto a partire dal 2009 dalla casa automobilistica tedesca BMW.

## Descrizione

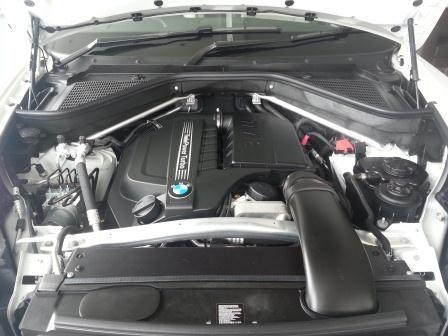
Un motore BMW N55 montato su una BMW X6 del 2013

Tale motore è stato introdotto nell'autunno del 2009 ed è derivato dal 3 litri biturbo N54, dal quale differisce per la presenza di un solo turbocompressore. Il nuovo propulsore, però, è in grado di erogare prestazioni pari a quelle dell'unità presentata nel 2006. Se infatti da una parte manca un turbocompressore, dall'altra si ha la possibilità di montare e sfruttare il dispositivo Valvetronic, assente nell'N54, che consente una gestione più completa dell'apertura delle valvole, sia in fasatura, sia in alzata. Inoltre, l'unico turbocompressore utilizzato utilizza la tecnologia twin-scroll, che consiste nel suddividere la turbina e il collettore di scarico in due zone, ognuna destinata al flusso di scarico di tre dei 6 cilindri del propulsore. L'effetto ottenuto è quello di ottenere due ondate di scarico che al loro arrivo all'interno della turbina non vanno a interferire l'una con l'altra causando perdite di energia cinetica, e inoltre si evita di avere degli effetti di riflusso di gas di scarico durante la successiva apertura della valvola di aspirazione dello stesso cilindro. 

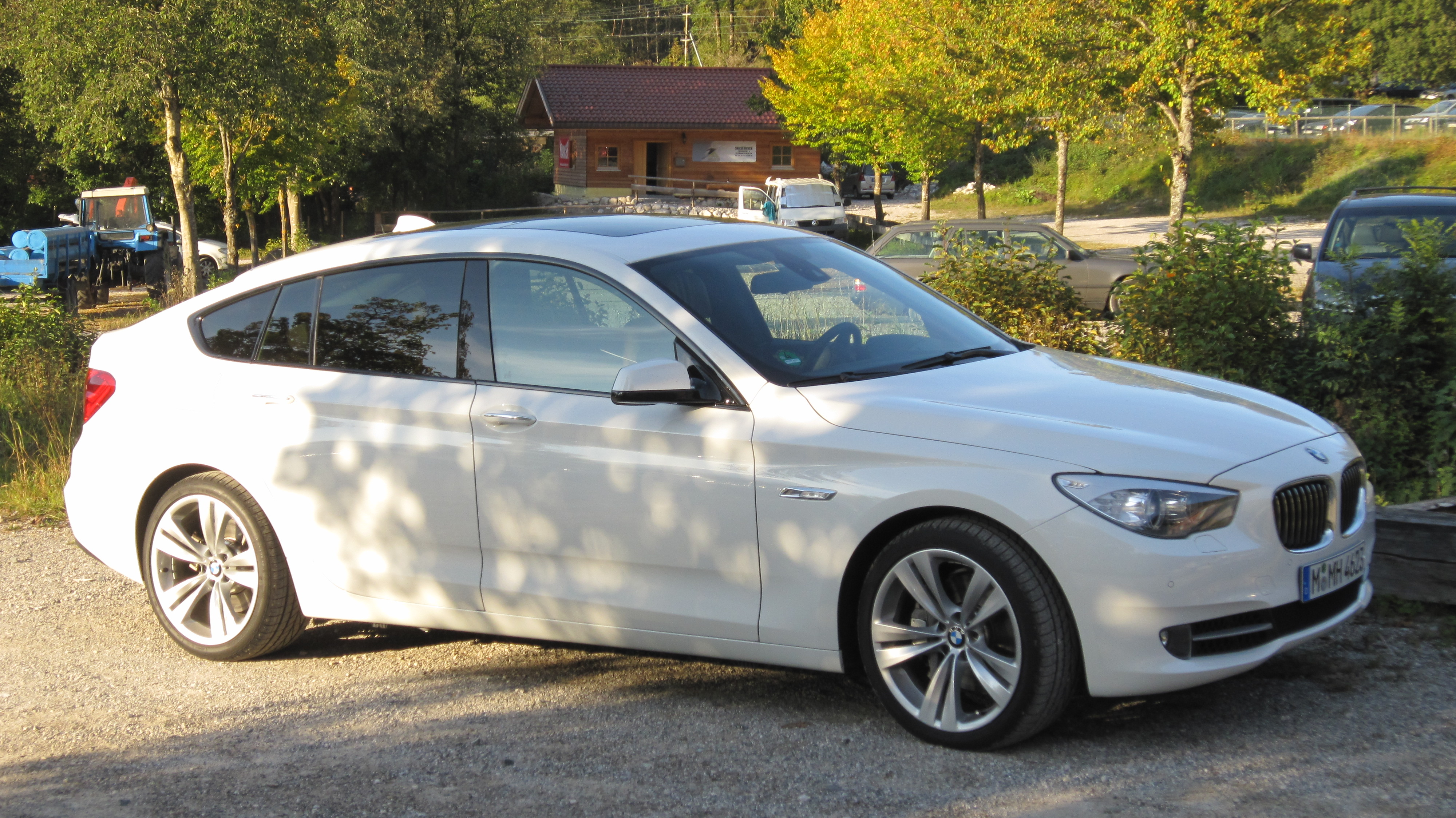
Una BMW 535i GT dotata del motore N55 a singolo turbocompressore twin scroll

Grazie anche a un rapporto di compressione pari a 10.2:1, come risultato si ha il raggiungimento di una potenza massima di 306 CV a 5800 giri/min, con in più un picco di coppia di 400 N·m, quindi pari a quello del motore N54, ma disponibile tra i 1200 e 5000 giri/min. Oltre che sul piano prestazionale, questo motore offre vantaggi anche nella maggior semplicità costruttiva, nel minor ingombro e appunto nella possibilità di montare anche il dispositivo Valvetronic, fattore che elimina la valvola a farfalla evitando "strozzamenti" del motore stesso. Per questi motivi, nonostante l'assenza di un turbocompressore, questa versione è visibile come evoluzione del motore N54 in configurazione bi-turbo. Questo motore ha debuttato nel settembre 2009 sulla BMW 535i GT.

### N55B30M0 (225 kW)
Le altre applicazioni includono:
- BMW 135i Coupé/Cabriolet (04/2010-12/2013);
- BMW 335i E90/91 (04/2010-02/2013);
- BMW 335i E92 (04/2010-08/2013);
- BMW 335i E93 (2010-14);
- BMW 335i F30 (02/2012-05/15);
- BMW 335i F31 (03/2013-05/2015);
- BMW 335i GT F34 (04/2013-06/2016);
- BMW 435i (09/2013-03/2016);
- BMW 535i F10 (03/2010-01/2017);
- BMW 535i GT (10/2009-05/2017);
- BMW X3 xDrive35i F25 (11/2010-08/2017);
- BMW X4 xDrive35i F26 (07/2014-03/2018);
- BMW X1 xDrive35i (06/2012-06/2015), solo per il mercato USA;
- BMW X5 E70 xDrive35i (06/2010-06/2013);
- BMW X5 F15 xDrive35i (04/2014-06/2018);
- BMW X6 xDrive35i E71 (04/2010-09/2014);
- BMW X6 xDrive35i F16 (02/2015-05/2018).

### N55B30o0 (320CV/235 kW)

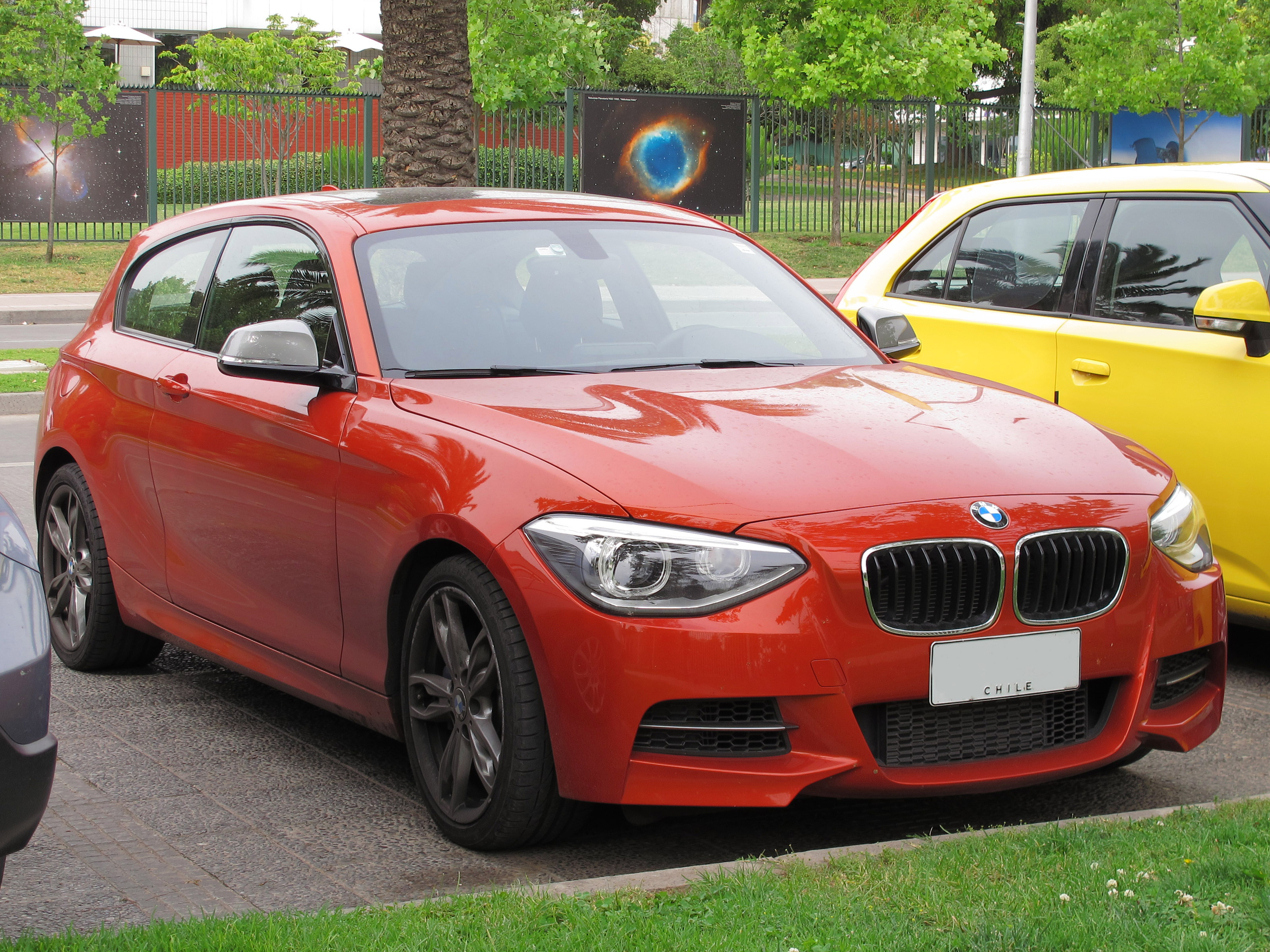
BMW 135i M del 2013 con il motore N55B30O0 da 320 CV

Di questo motore esiste una seconda variante, caratterizzata dai valori di erogazione più elevati: la potenza massima raggiunge infatti 320 CV tra 5800 e 6000 giri/min, con una coppia massima pari a 450 Nm pressoché costanti tra 1300 e 4500 giri/min. Questo motore è stato montato su:
- BMW M135i xDrive F20/F21 (06/2012-02/2015);
- BMW 640i F12/F13 (01-2011-09/2018);
- BMW 640i Gran Coupé F06 (03/2012-09/2018);
- BMW 740i/740iL F01/F02 (06/2012-07/2015).

### N55B30o0 (326 CV/240 kW)
Un'ulteriore terza variante eroga invece 326 CV di potenza massima tra 5800 e 6000 giri/min, con coppia massima invariata rispetto alla versione con 6 CV in meno. Tale variante viene montata su:
- BMW M135i / M135i xDrive F20/F21 (03/2015-07/2016);
- BMW M235i F22 (03-2014-06/2016);
- BMW M235i Cabrio F23 (03/2015-06/2016).

Una quarta variante è quella da 340 CV erogati tra 5800 giri/min e 6500 giri/min e 450 Nm sviluppati tra 1300 giri/min e 5000 giri/min (mentre sono 430 Nm di picco per la versione con cambio manuale) che equipaggia, a partire dal settembre 2013, le versioni di 335i e 435i dotate del M Performance Power Kit, ovvero il kit di potenziamento ufficiale offerto dalla BMW come optional in aftermarket della sua linea dedicata M Performance. Questo kit, secondo BMW, consentiva un miglioramento di 0"3 nell'accelerazione da 0 a 100 km/h, il tutto a consumi invariati.
A livello hardware il kit si distingueva per la sostituzione dell'airbox con una dotata di un foro frontale aggiuntivo per garantire un maggior volume d'aria aspirata, mentre a livello software, oltre a una mappatura specifica, comportava una maggior reattività del pedale del gas, nonché una sonorità di scarico in rilascio nettamente più pronunciata (il cosiddetto "exhaust bubbling").
Vale la pena descrivere a parte le caratteristiche della variante di punta dei motori N55. Tale variante attinge parte della tecnologia dal motore S55 montato sulla BMW M4. È il caso ad esempio dei pistoni e dei semicuscinetti di banco, mutuati, mentre il sistema di lubrificazione, del tipo a carter secco (a differenza degli altri motori N55 che hanno invece il carter umido), dispone di un inedito sistema di paratie anti-sbattimento per evitare che l'olio motore, sottoposto alla forza centrifuga durante le curve a elevata velocità, inneschi fenomeni di pescaggio a vuoto e compromettendo l'affidabilità del motore stesso.

### N55B30T0

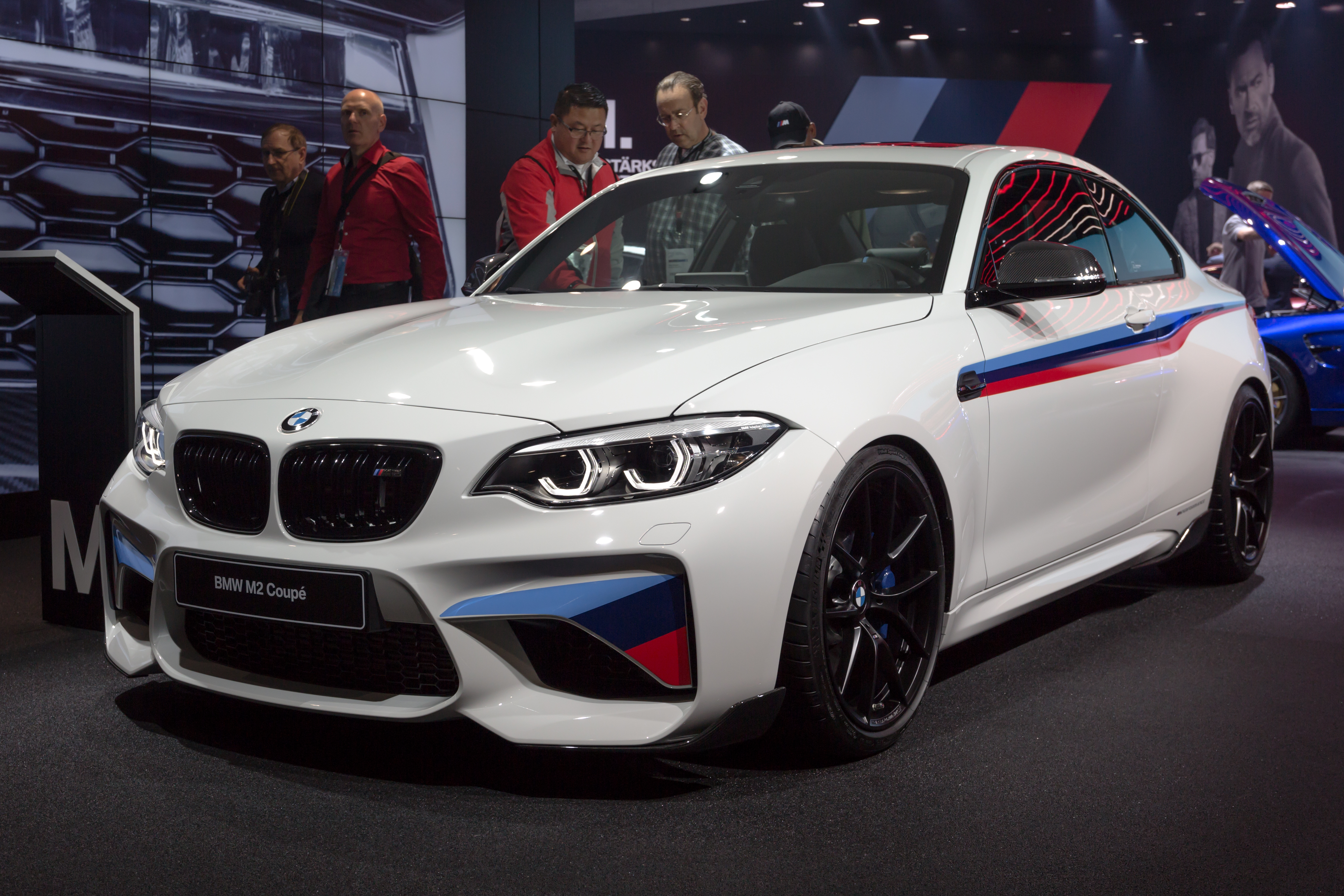
Una BMW M2 Coupé dotata del motore N55B30T0

Con queste caratteristiche, tale motore è stato proposto in due varianti di potenza, e cioè 370 CV a 6500 giri/min e 360 CV tra 5800 e 6000 giri/min. La coppia massima è di 465 Nm in entrambi i casi, ma in due range di giri differenti. La più diffusa è comunque la variante di potenza inferiore, mentre quella da 370 trova applicazione solo sotto il cofano di un modello, vale a dire la BMW M2. Tale motore dispone di una funzione di overboost che consente per brevi periodi di raggiungere un picco di 500 Nm.
Questa variante di punta ha trovato applicazione sotto il cofano di:
- BMW X4 M40i F26 (12/2015-03/2018);
- BMW M2 (variante da 370 CV, 10/2015-09/2018).

Dal settembre 2018, con il debutto della BMW M2 Competition, il propulsore N55B30T0 è stato sostituito da una variante modificata dell'S55 che già equipaggia le BMW M3 Berlina e M4 Coupé.